# Росатом
Государственная корпорация по атомной энергии «Росатом» (сокр. название — Госкорпорация «Росатом») (на англ. — State Atomic Energy Corporation «Rosatom» сокращённое — ROSATOM) — российский государственный холдинг, объединяющий более 400 предприятий атомной отрасли. В состав «Росатома» входят все гражданские атомные компании России, предприятия ядерного оружейного комплекса, научно-исследовательские организации, а также атомный ледокольный флот. «Росатом» управляет атомными электростанциями России.
Госкорпорация является лидером мировой атомной промышленности, занимает пятое место в мире по запасам урана и пятое по объёму добычи, четвёртое место в мире по производству атомной энергии, контролирует 40 % мирового рынка услуг по обогащению урана и 16,3 % рынка ядерного топлива.
Со слов директора по капитальным вложениям корпорации «Росатом» в задачи компании входит как развитие атомной энергетики и предприятий ядерного топливного цикла, так и выполнение функций, возложенных на неё государством, — обеспечение национальной безопасности (ядерное сдерживание), ядерной и радиационной безопасности, а также развитие прикладной и фундаментальной науки.
Кроме того, госкорпорация уполномочена от имени государства выполнять международные обязательства России в области использования атомной энергии и режима нераспространения ядерных материалов.

## История
История госкорпорации «Росатом» неразрывно связана с историей атомной отрасли России. 26 июня 1953 года постановлением Совета Министров СССР Первое главное управление при Совете Министров СССР, курирующее атомную отрасль, было преобразовано в Министерство среднего машиностроения СССР. Кроме проблемы разработки и испытания ядерного оружия, министерство занималось и проблемами атомной энергетики. Так, уже в 1954 году была запущена первая в мире атомная электростанция, созданная под руководством Игоря Васильевича Курчатова в Обнинске (Калужская область). Развитие атомной отрасли сопровождалось и ростом министерства — в 70—80 годах в его организациях и на предприятиях работало более 1,5 млн человек.
В 1989 году Минсредмаш был объединён с Министерством атомной энергетики в единое Министерство атомной энергетики и промышленности СССР. После распада СССР в 1992 году российская часть министерства была преобразована в Министерство по атомной энергии Российской Федерации, получившее около 80 % предприятий союзного ведомства, в том числе 9 АЭС с 28 энергоблоками. Под этим названием министерство просуществовало до 2004 года, когда указом президента РФ было преобразовано в Федеральное агентство по атомной энергии (Росатом). Его главой был назначен учёный-физик, академик РАН, лауреат Государственной премии СССР Александр Румянцев (занимавший пост министра по атомной энергии с 2001 года). 15 ноября 2005 года на этом посту его сменил Сергей Кириенко. Перед агентством была поставлена масштабная задача — согласно принятой в 2006 году целевой программе «Развитие атомного энергопромышленного комплекса России на 2007—2010 годы и на перспективу до 2015 года» до 2020 в России должно было быть запущено 26 атомных энергоблоков.
1 декабря 2007 года президентом России Владимиром Путиным был подписан закон, согласно которому Федеральное агентство по атомной энергии упразднялось, а его полномочия и активы передавались Государственной корпорации по атомной энергии «Росатом». 12 декабря того же года генеральным директором госкорпорации был назначен Сергей Кириенко. В июле 2008 года была принята программа деятельности Росатома, рассчитанная на долгосрочный период — до 2023 года. Дальнейшему укреплению позиций «Росатома» способствовала передача в его ведение атомного гражданского ледокольного флота России (ФГУП «Атомфлот»).
В 2009 году ядерные технологии были отнесены к приоритетам развития инновационной экономики России. Другим важным направлением развития корпорации стало увеличение влияния на внешних рынках, так в 2011 году почти вдвое было увеличено количество контрактов на строительство АЭС за рубежом. По словам Сергея Кириенко, на конец 2014 года десятилетний портфель заказов госкорпорации «Росатом» за рубежом оценивался более чем в 100 млрд долларов США.
5 октября 2016 года указом президента России Владимиром Путиным Сергей Кириенко назначен на должность Первого заместителя главы администрации президента РФ, а генеральным директором госкорпорации назначен Алексей Лихачёв.
В декабре 2018 года Росатом назначен инфраструктурным оператором Северного морского пути.

## Руководство
Наблюдательный совет

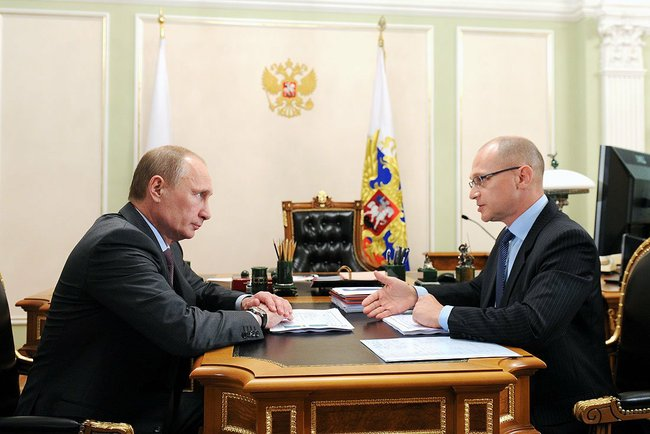
Рабочая встреча Владимира Путина с генеральным директором «Росатома» Сергеем Кириенко, 9 января 2014

Высшим органом управления госкорпорации является Наблюдательный совет, состоящий из десяти человек. Возглавляет совет Сергей Кириенко. Кроме него в Наблюдательный совет входят:
- Максим Орешкин — помощник Президента Российской Федерации[10];
- Лариса Брычёва — помощник президента Российской Федерации;
- Алексей Лихачёв — генеральный директор ГК «Росатом»;
- Андрей Клепач — заместитель министра экономического развития Российской Федерации;
- Александр Новак — Заместитель председателя правительства Российской Федерации;
- Юрий Трутнев — полномочный представитель президента Российской Федерации в Дальневосточном федеральном округе;
- Юрий Ушаков — помощник президента Российской Федерации;
- Сергей Королев — руководитель Службы экономической безопасности ФСБ РФ.

Генеральный директор
Единоличным исполнительным органом «Росатома» является генеральный директор, осуществляющий руководство текущей деятельностью.
- Александр Румянцев (март 2004 — 15 ноября 2005)[11];
- Сергей Кириенко (15 ноября 2005 — 5 октября 2016);
- Алексей Лихачёв (с 5 октября 2016).

## Структура и деятельность
По данным на начало 2024 года в состав «Росатома» входит более 450 организаций различных организационно-правовых форм. Большинство из них относятся к предприятиям ядерного энергетического комплекса, в состав которого входят организации атомной энергетики, машиностроения и ядерного топливного цикла, в том числе предприятия по разведке и добыче природного урана, конверсии и обогащению урана, производству ядерного топлива, электроэнергии и оборудования, разработке новых технологий ядерного топлива и газоцентрифужной технологической платформы. Гражданские активы российской атомной отрасли сконцентрированы в рамках принадлежащего «Росатому» холдинга «Атомэнергопром», объединяющего более семидесяти предприятий. По данным финансового отчёта компании за 2023 год, на предприятиях «Росатома» работает 360 000 человек.
Компании ядерного энергетического комплекса «Росатома» интегрированы в рамках отдельных дивизионов: горнорудного, топливного, дивизиона «Сбыт и трейдинг», машиностроительного и электроэнергетического дивизионов, дивизиона зарубежного строительства и дивизиона строительства в России.
В «Росатом» входит Научно-исследовательский физико-химический институт им. Л. Я. Карпова.

### Добыча урана

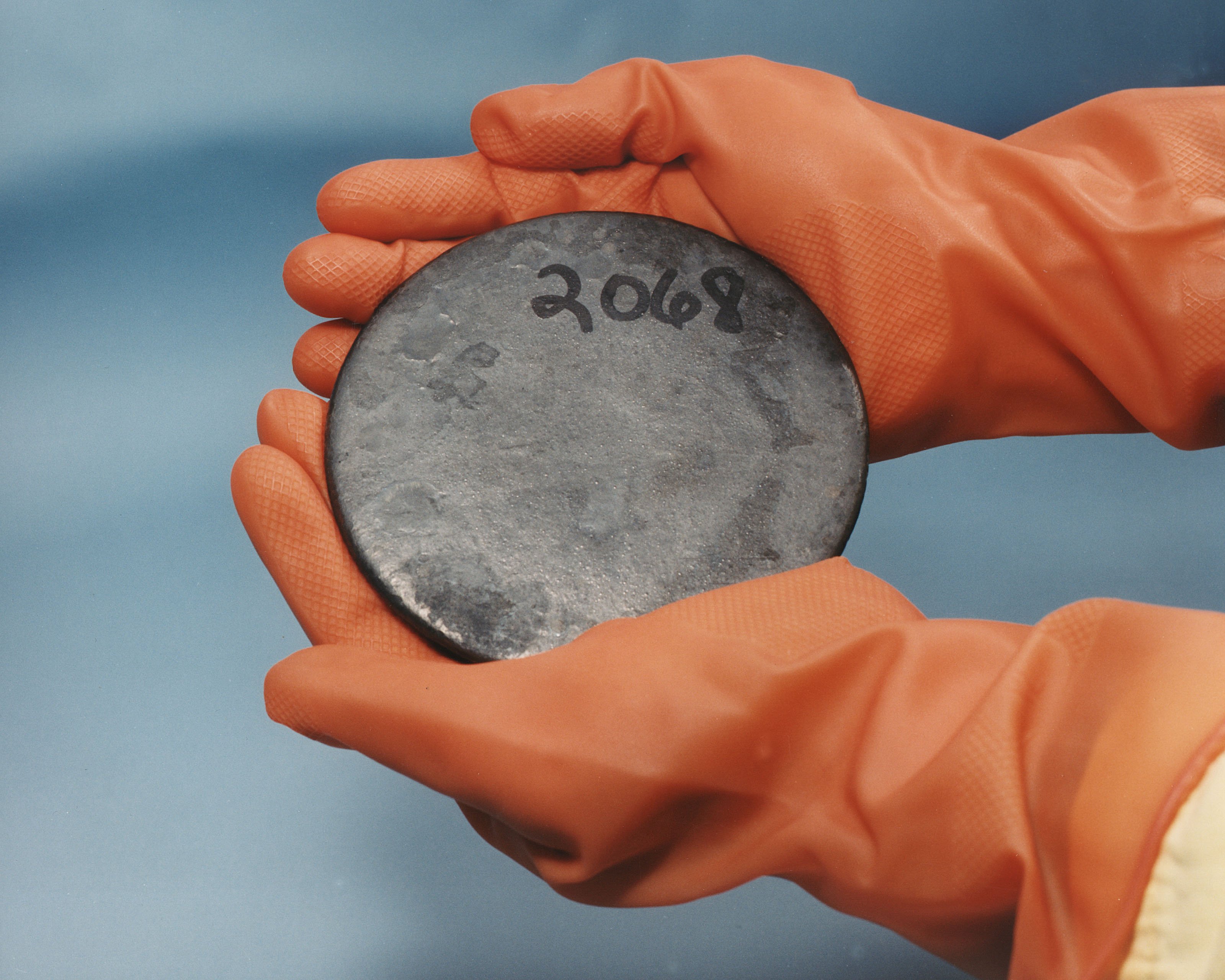
Уран

В функции горнорудного дивизиона входят разведка, добыча и переработка урана. Управляющей компанией российских уранодобывающих активов корпорации является «Атомредметзолото». Главным уранодобывающим предприятием в его составе на протяжении более 40 лет остаётся «Приаргунское производственное горно-химическое объединение», добывающее до 90 % урана в стране. В стадии развития находятся месторождения «Хиагда» в Бурятии и «Далур» в Курганской области. Зарубежные активы управляются компанией Uranium One — канадским холдингом, 100 % акций которого принадлежит «Росатому». Госкорпорация «Росатом» занимает пятое место в мире по объёму добычи урана и второе — по объёму запасов урана в недрах. В 2023 году после приобретения Буденновского месторождения в Казахстане «Росатом» вернул себе второе место по запасам урана в мире и вошёл в тройку по всем переделам в ядерном топливном цикле.

### Производство ядерного топлива

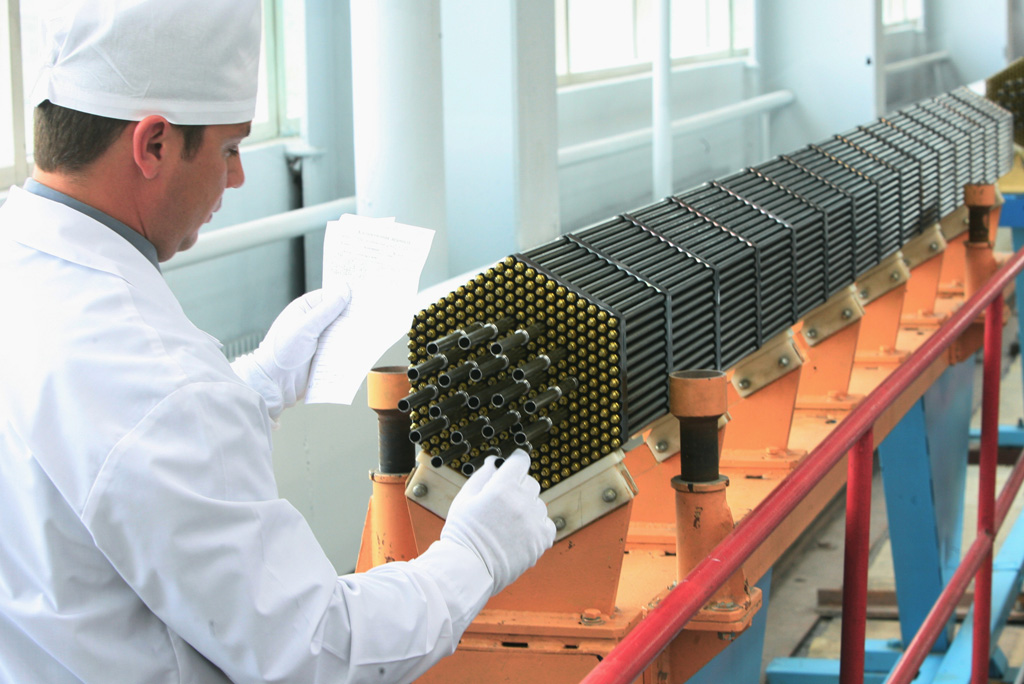
Работа над топливной кассетой энергетического атомного реактора на «Новосибирском заводе химконцентратов», входящем в состав холдинга «ТВЭЛ», 18 августа 2006

Топливный дивизион госкорпорации консолидирует активы, специализирующиеся на конверсии и обогащении урана, и находится под управлением холдинга «ТВЭЛ». В задачи дивизиона входит фабрикация ядерного топлива, конверсия и обогащение урана, а также производство газовых центрифуг. Владея 40 % мировых мощностей, «Росатом» является лидером на мировом рынке услуг по обогащению урана. Обогатительные комбинаты корпорации, находящиеся под управлением объединённой компании «Разделительно-сублиматный комплекс», расположены в Ангарске Иркутской области («Ангарский электролизный химический комбинат»), Зеленогорске Красноярского края ("ПО «Электрохимический завод»), Новоуральске Свердловской области («Уральский электрохимический комбинат») и Северске Томской области («Сибирский химический комбинат»).
Дивизион «Сбыт и трейдинг» находится под управлением компании «Техснабэкспорт». В его задачи входит экспорт услуг на международный рынок обогащения урана и урановой продукции. «Техснабэкспорт» основан в 1963 году как внешнеторговый агент советской атомной промышленности, на внешнем рынке компания известна под торговой маркой TENEX. В 1993 году было заключено российско-американское межправительственное соглашение ВОУ-НОУ, действовавшее до 2013 года. «Техснабэкспорт» являлся агентом по исполнению этого соглашения, направленного на преобразование высокообогащённого урана, извлекаемого из российских ядерных боеголовок, в низкообогащённый уран для атомных электростанций США. К концу действия соглашения было переработано около 500 тонн оружейного урана из 20 тысяч российских боеголовок. Полученное таким образом топливо обеспечивало около половины всей энергии, выработанной атомными электростанциями США (и около 10 % всей электроэнергии, вырабатываемой в США).
В декабре 2022 года Росатом объявил о заключении договора с бразильской государственной атомной корпорацией Industrias Nucleares do Brasil. Договор предусматривает поставку обогащённого урана для производства топливных сборок, которые будут загружаться в реакторы АЭС имени адмирала Алваро Алберто. Контракт был заключён по результатам открытого тендера и позволит полностью обеспечить топливом эту АЭС в 2023—2027 гг.
Весной 2023 года на «Машиностроительном заводе» «Росатома» было впервые изготовлено модернизированное ядерное топливо второго поколения для научно-исследовательского реакторного комплекса ПИК.

### Производство электроэнергии
Управляющая компания «Концерн Росэнергоатом» является оператором российских атомных электростанций и представляет электроэнергетический дивизион госкорпорации «Росатом». По данным на июль 2017 года в России действовало десять атомных электростанций (35 энергоблоков) суммарной мощностью 27,9 ГВт, вырабатывавших около 18 % всего производимого электричества в России.
|                                                                                                  | |                                                              |                                                                     | |
| Балаковская                                                                                      | Белоярская | Билибинская                                                  | Калининская                                                         | Кольская |
| ВВЭР-1000 (1985) ВВЭР-1000 (1987) ВВЭР-1000 (1988) ВВЭР-1000 (1993) ВВЭР-1000                    | АМБ-100 (1964—1983) АМБ-200 (1967—1990) БН-600 (1980) БН-800 (2015)                                                       | ЭГП-6 (1974—2019) ЭГП-6 (1974) ЭГП-6 (1975) ЭГП-6 (1976)     | ВВЭР-1000 (1984) ВВЭР-1000 (1986) ВВЭР-1000 (2004) ВВЭР-1000 (2011) | ВВЭР-440 (1973) ВВЭР-440 (1974) ВВЭР-440 (1981) ВВЭР-440 (1984)                                                                   |
|                                                                                                  | |                                                              |                                                                     | |
| Курская Курская-2                                                                                | Ленинградская Ленинградская-2                                                                                             | Академик Ломоносов                                           | НИИАР                                                               | Нововоронежская |
| РБМК-1000 (1976—2021) РБМК-1000 (1979—2024) РБМК-1000 (1983) РБМК-1000 (1985) РБМК-1000 ВВЭР-ТОИ | РБМК-1000 (1973—2018) РБМК-1000 (1975—2020) РБМК-1000 (1979) РБМК-1000 (1981) ВВЭР-1200 (2018) ВВЭР-1200 (2020) ВВЭР-1200 | КЛТ-40С (2019) КЛТ-40С (2019)                                | ВК-50 (1965) БОР-60 (1968) МБИР                                     | ВВЭР-210 (1964—1984) ВВЭР-365 (1969—1990) ВВЭР-440 (1971—2016) ВВЭР-440 (1972) ВВЭР-1000 (1980) ВВЭР-1200 (2016) ВВЭР-1200 (2019) |
|                                                                                                  | |                                                              |                                                                     | |
|                                                                                                  | Ростовская | Смоленская                                                   |                                                                     | |
|                                                                                                  | ВВЭР-1000 (2001) ВВЭР-1000 (2010) ВВЭР-1000 (2014) ВВЭР-1000 (2018)                                                       | РБМК-1000 (1982) РБМК-1000 (1985) РБМК-1000 (1990) РБМК-1000 |                                                                     | |

| Точка перед номером энергоблока отражает его статус: | — работает                     | — сооружается                  | — не достроен                  | — выведен из эксплуатации      |
| ---------------------------------------------------- | ------------------------------ | ------------------------------ | ------------------------------ | ------------------------------ |
| По состоянию на март 2024 года                       | По состоянию на март 2024 года | По состоянию на март 2024 года | По состоянию на март 2024 года | Перейти к шаблону «АЭС России» |

В 2019 году Государственная корпорация «Росатом» открыла площадку для создания майнинговой фермы рядом с Калининской атомной электростанцией в Удомле. Компания потратила более 4,8 млн долларов на строительство объекта мощностью 30 мегаватт. Компания планирует извлекать выгоду из возможности продавать дополнительную электроэнергию крупным майнерам и дата-центрам и предоставлять в аренду помещения для их оборудования. В январе 2020 года уже было заключено первое соглашение о сотрудничестве с инфраструктурным проектом ECOS.

### Производство оборудования для атомной отрасли
Дивизион машиностроения представлен основанной в 2006 году группой компаний «Атомэнергомаш». Предприятия дивизиона производят оборудование для строительства атомных электростанций и других объектов как для атомной отрасли, как и для смежных отраслей. Холдинг «Атомэнергомаш» объединяет около тридцати крупных компаний, в числе которых производственные предприятия, инжиниринговые центры и научно-исследовательские организации России, Украины, Чехии и Венгрии. Общее число сотрудников группы компаний — свыше 25 тысяч человек. По собственным данным группы, 13 % атомных электростанций в мире и 40 % тепловых электростанций СНГ и стран Балтии используют оборудование холдинга. Кроме того, «Атомэнергомаш» является крупнейшим производителем оборудования для реакторной установки ВВЭР и единственным в мире производителем промышленных реакторов на быстрых нейтронах (БН).

### Строительство АЭС
В России, кроме строительства новых энергоблоков для уже существующих станций (4-й энергоблок Белоярской и 4-й Ростовской АЭС), госкорпорация ведёт строительство пяти новых станций и трёх за рубежом. Заявляется также о планах строительства Центральной АЭС в Буйском районе Костромской области. Сооружение станции началось ещё в 1979 году, но в 1990 было остановлено. В 2008 году «Росатом» принял решение о возобновлении проекта — станцию с двумя энергоблоками с реакторами ВВЭР-1200 планируется построить к 2030 году. Более того, согласно утверждённой в ноябре 2013 года схеме территориального планирования России в области энергетики, до 2030 года планируется построить ещё три новые станции: Южноуральскую около Озёрска Челябинской области (два энергоблока с реакторами типа БН-1200), Татарскую около посёлка Камские Поляны (два энергоблока с реакторами типа ВВЭР-1200) и Северскую АЭС в Томской области (два энергоблока с реакторами типа ВВЭР-1200). По оценке аналитиков журнала «Атомный эксперт», в период с 2014 по 2030 год в России планируется ввести в эксплуатацию 30 энергоблоков суммарной мощностью 35,5 ГВт (при этом вывести за этот же период предполагается 17 энергоблоков общей мощностью 13 ГВт).
| Энергоблок | Тип              | Начало строительства | Подключение к сети | Ввод в эксплуатацию |
| --- | ---------------- | -------------------- | ------------------ | ------------------- |
| Белоярская АЭС-4 | БН-800           | 18.07.2006           | 10.12.2015         | 31.10.2016          |
| Академик Ломоносов | 2 × КЛТ-40       | 15.04.2007           | 19.12.2019         | 22.05.2020          |
| Калининская АЭС-4 | ВВЭР-1000/320    | 12.11.2007           | 24.11.2011         | 25.12.2012          |
| Нововоронежская АЭС-2-1 | ВВЭР-1200/392М   | 24.06.2008           | 05.08.2016         | 27.02.2017          |
| Ленинградская АЭС-2-1 | ВВЭР-1200/491    | 25.10.2008           | 09.03.2018         | 29.10.2018          |
| Нововоронежская АЭС-2-2 | ВВЭР-1200/392М   | 12.07.2009           | 01.05.2019         | 31.10.2019          |
| Ростовская АЭС-3 | ВВЭР-1000/320    | 15.09.2009           | 27.12.2014         | 17.09.2015          |
| Ленинградская АЭС-2-2 | ВВЭР-1200/491    | 15.04.2010           | 23.10.2020         | 22.03.2021          |
| Ростовская АЭС-4 | ВВЭР-1000/320    | 16.06.2010           | 02.02.2018         | 28.09.2018          |
| Курская АЭС-2-1 | ВВЭР-1300/510    | 29.04.2018           |                    | 2025-2026 (план)    |
| Курская АЭС-2-2 | ВВЭР-1300/510    | 15.04.2019           |                    | 2027-2028 (план)    |
| ОДЭК Северск | БРЕСТ-ОД-300     | 08.06.2021           |                    | 2028 (план)         |
| МПЭБ Баимский | 4 × 2 × РИТМ-200 | 30.08.2022           |                    | 2028 (план)         |
| Ленинградская АЭС-2-3 | ВВЭР-1200/491    | 14.03.2024           |                    | 2030 (план)         |
| Ленинградская АЭС-2-4 | ВВЭР-1200/491    | 20.03.2025           |                    | 2032 (план)         |
| По состоянию на март 2025 года. В таблице указаны только те блоки строительство которых начато в России и не отменено. В порядке даты начала строительства |                  |                      |                    |                     |

Российскими специалистами или при их участии были спроектированы и построены атомные электростанции в Иране, Индии и Китае.
В конце 2020 года запущен 1-й энергоблок Белорусской АЭС.
КНР: продолжается строительство 3-го и 4-го энергоблоков Тяньваньской АЭС, 2-го энергоблока АЭС Куданкулам в Индии.
В марте 2019 года в Пекине состоялась торжественная церемония подписания генерального контракта на сооружение энергоблоков № 7 и № 8 АЭС «Тяньвань», а также контракта на технический проект на сооружение блоков № 3 и № 4 АЭС «Сюйдапу». Документы были подписаны представителями инжинирингового дивизиона ГК «Росатом» (АО «ИК АСЭ») и предприятий Корпорации CNNC (КНР).

Подготовка контрактов велась в соответствии с подписанным в ходе визита В. Путина в Китай стратегическим пакетом соглашений, определивших основные направления развития сотрудничества между РФ и КНР в сфере атомной энергетики. 
К концу 2014 года планировалось начать подготовительные работы по сооружению АЭС Ниньтхуан-1 во Вьетнаме. В декабре 2013 года был подписан, а в мае 2022 года из-за рисков в связи с вторжением России в Украину расторгнут контракт на строительство одноблочной АЭС Ханхикиви в Финляндии, а в ноябре 2014 года — ещё двух энергоблоков на иранской АЭС Бушер, также было заключено соглашение о финансировании российской стороной строительства двух новых энергоблоков на АЭС Пакш в Венгрии.
Кроме того, приняты ключевые решения о строительстве новых АЭС по российским проектам в Иордании, Бангладеш и Казахстане. При этом достраивать 3-й и 4-й энергоблоки Хмельницкой АЭС на Украине было решено без участия России. Весной 2015 года началось строительство АЭС Аккую в Турции
В результате преобразований и переподчинений в период с 2012 по 2014 год инжиниринговая деятельность «Росатома» была сконцентрирована в рамках управляющей компании НИАЭП—АСЭ (объединяет нижегородский «Атомэнергопроект» и «Атомстройэкспорт»). Ранее зарубежным строительством занимался «Атомстройэкспорт», а проектированием и строительством объектов в России занимались несколько независимых инжиниринговых институтов с названием «Атомэнергопроект»: московский, санкт-петербургский и нижегородский. С октября 2014 года на базе НИАЭП—АСЭ «Росатом» формирует единый инжиниринговый дивизион, в состав которого не войдёт только проектный институт «Атомпроект». По мнению источника газеты «Коммерсантъ», подобная стратегия направлена на ликвидацию внутренней конкуренции, намеренно созданной раннее. Эта мера может быть эффективной с экономической точки зрения ввиду большого количества внутрироссийских и зарубежных заказов.
Компанией, занимающейся продвижением российских ядерных технологий за рубежом, является созданная в 2011 году ЗАО «Русатом Оверсиз». В её задачи входит интеграция и продвижение глобального предложения госкорпорации, а также реализация проектов по сооружению АЭС за пределами России.
В июне 2021 года компания запустила в закрытом городе Северск (Томская область) строительство энергоблока с реакторной установкой на быстрых нейтронах БРЕСТ-300.
В октябре 2021 года генеральный директор компании Алексей Лихачёв заявил, что «Росатом» планирует к 2035 году построить в России порядка 10 крупных энергоблоков, а в дальнейшем, в период с середины 2030-х по начало 2040-х, ежегодно вводить по два блока в рамках стратегических планов повышения удельного веса атомной генерации в общей энергетической системе страны.
В декабре 2022 года ГК «Росатом» сообщила об участии в переговорах с 20 иностранными заказчиками о новых проектах. Глава компании Алексей Лихачёв заявил, что среди них те, кто «почувствовал вкус к нашему сотрудничеству» — Египет, Индия, Бангладеш. Турция, по его информации, уже определила новый участок для начала строительства. Лихачёв отметил, что с Китаем постоянно ведутся переговоры о новых контрактах. По данным «Интерфакса», портфель зарубежных заказов «Росатома» на строительство АЭС составляет 34 проекта.
По данным Power Reactor Information System (PRIS) Международного агентства по атомной энергии в 2023 году из 58 строящихся энергоблоков АЭС в мире 23 — возводит Россия, которая является лидером в данной сфере. На втором месте три китайские компании CNNC, CSPI и CGN. Вместе они возводят 22 энергоблока, причём пять из них совместно с РФ.

### Атомный ледокольный флот
С 2008 года в структуру «Росатома» входит также российский атомный ледокольный флот, являющийся крупнейшим в мире в составе пяти атомных ледоколов (эксплуатируется четыре), контейнеровоза и четырёх судов обслуживания. В его задачи входит судоходство на трассах севморпути и спасательные операции во льдах. Эксплуатация и обслуживание флота осуществляется базирующейся в Мурманске компанией «Атомфлот».
На данный момент на Балтийском заводе идёт строительство трёх ледоколов проекта 22220 (класс ЛК-60Я) — «Арктика», «Сибирь» и «Урал». Также одобрено строительство ещё двух ледоколов данного класса с реакторами РИТМ-200 (Сталинград и Ленинград). Их стоимость совокупно оценена в 100 млрд рублей.
На Дальнем Востоке на строительном комплексе «Звезда» заложен «Лидер» проекта 10510 с ядерной установкой РИТМ-400 (всего планируется строительство трёх таких ледоколов). Строить его будут Росатом и Роснефть. Стоимость строительства оценивается в 120 млрд рублей, финансирование будет осуществлено за счёт бюджета России.

Эксплуатирующиеся атомные ледоколы «Росатома»
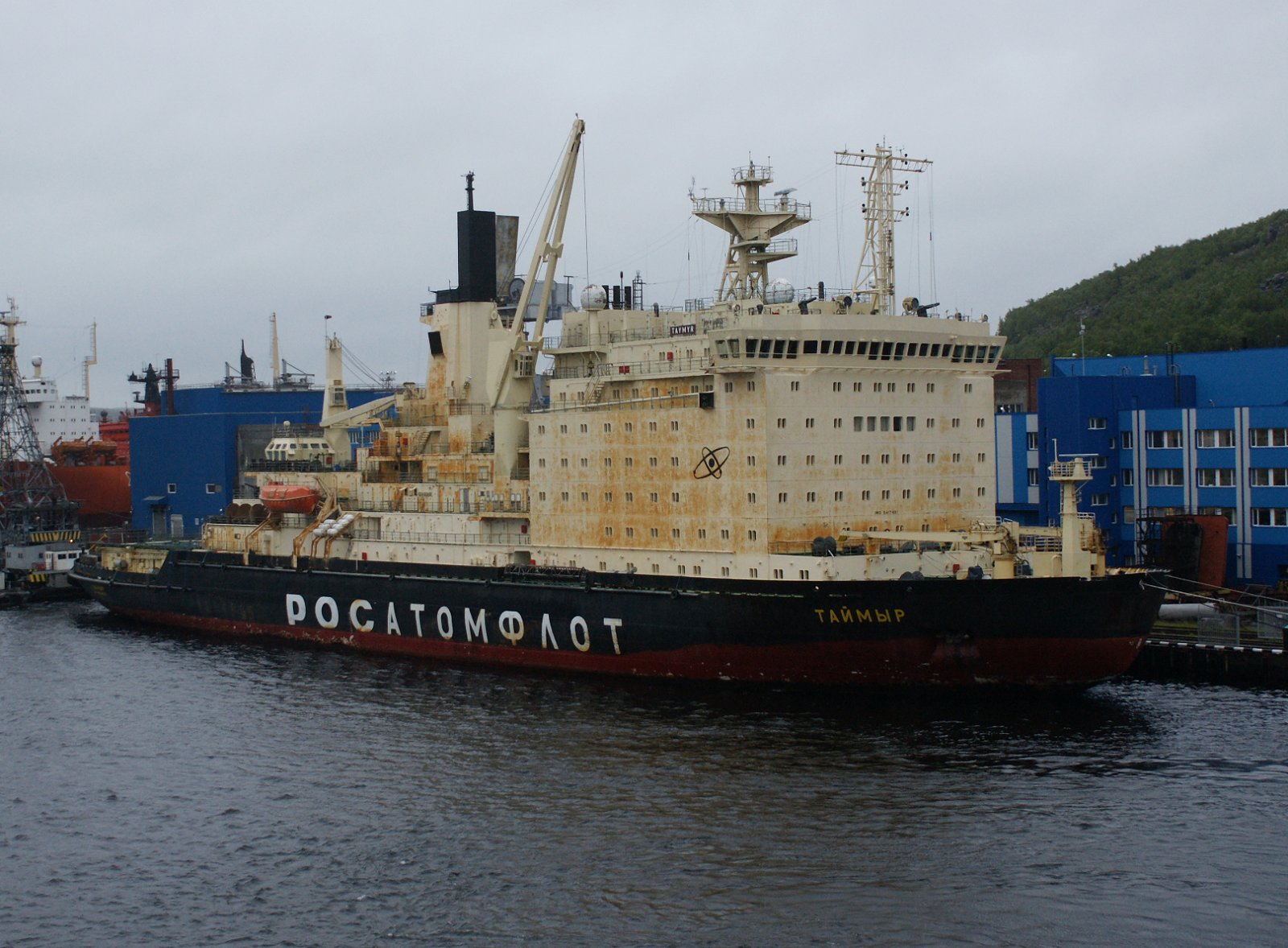
Таймыр (с 1989)
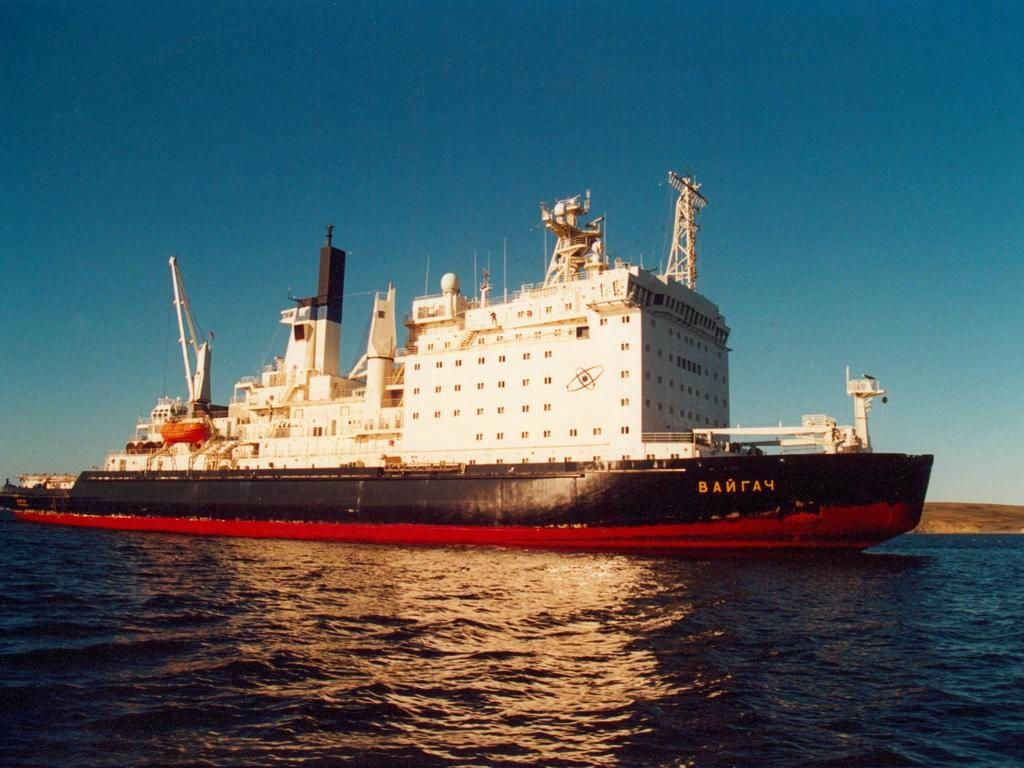
Вайгач (с 1990)
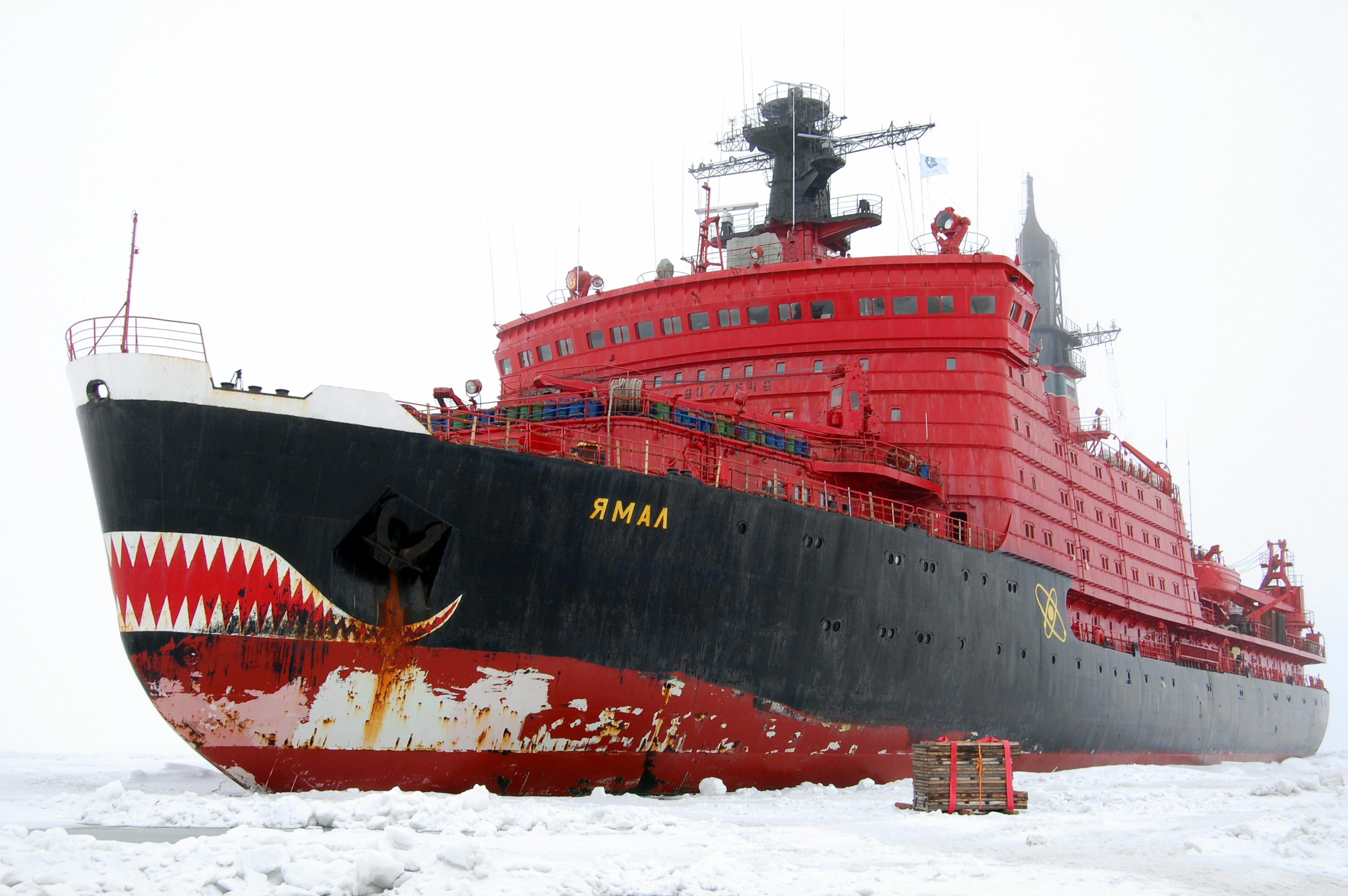
Ямал (с 1993)
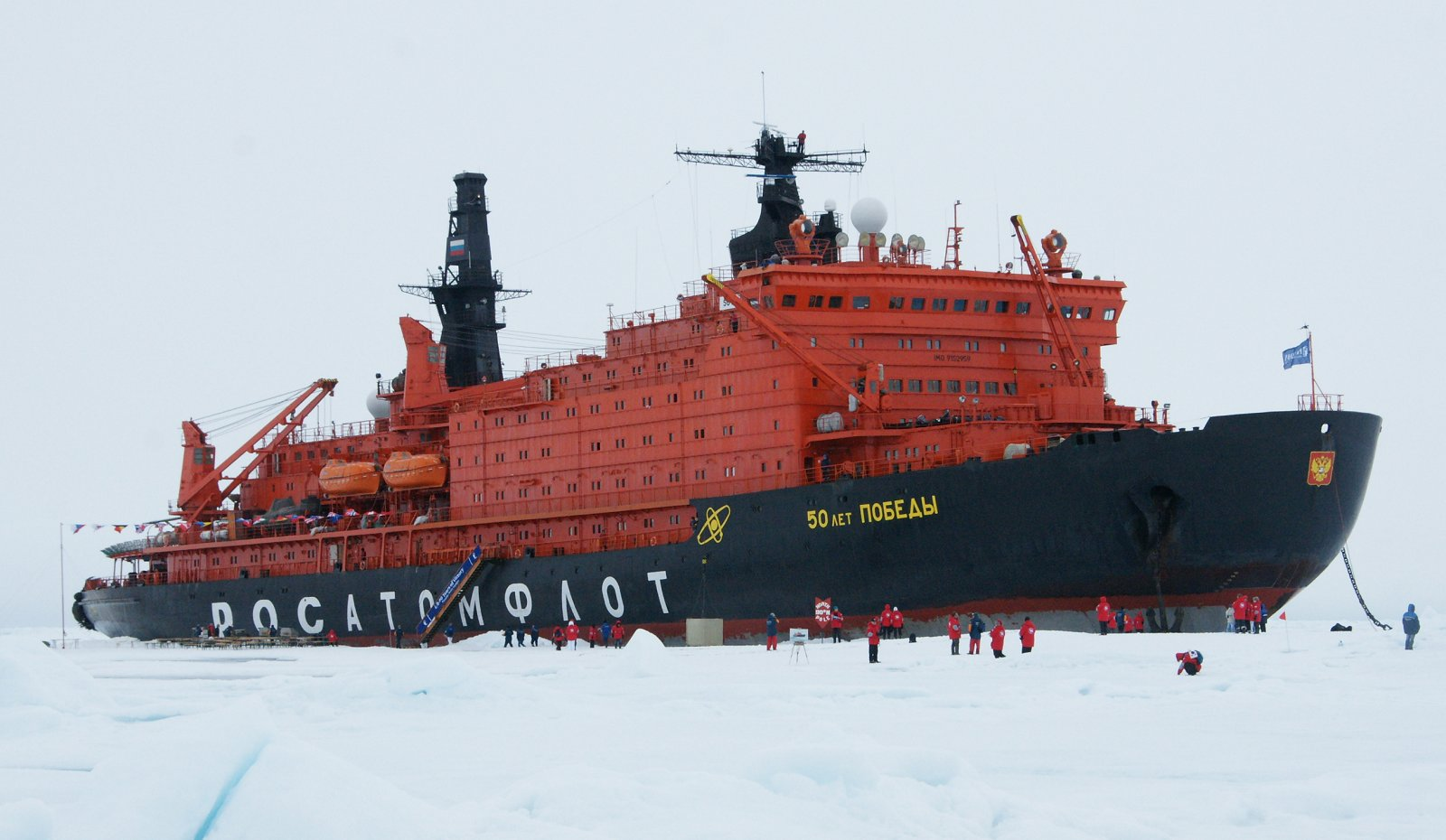
50 лет Победы (с 2007)

### Разработка и производство ядерных боеприпасов
В состав госкорпорации «Росатом» входят предприятия оборонно-промышленного значения. Дирекция по ядерному оружейному комплексу включает ядерные центры в Сарове (ВНИИЭФ) и Снежинске (ВНИИТФ), ПО «Маяк» в городе Озёрске Челябинской области, комбинат «Электрохимприбор» в городе Лесном Свердловская области, Приборостроительный завод в городе Трёхгорном Челябинской области и другие.
Разработку ядерных зарядов осуществляют ВНИИЭФ и ВНИИТФ, разработку ядерных боеприпасов — ВНИИЭФ, ВНИИТФ и ВНИИА, серийное производство ядерных боеприпасов — «Электрохимприбор» и «Приборостроительный завод».

### Дивизион химических волокон и композитов
В структуре Росатома есть дивизион «Перспективные материалы и технологии», работающий под брендом UMATEX. Занимается разработкой, производством и применением химических волокон и углеродных композиционных материалов. В составе дивизиона:
- Научно-исследовательский центр. Расположен на территории технополиса «Москва», основан в 2013 году.
- «АЛАБУГА-ВОЛОКНО» — производитель углеволокна, расположен на территории ОЭЗ Алабуга, работает с 2015 года. Производственная мощность более 1400 тонн в год. В планах расширение производства до 10 тыс. тонн к 2030 году.
- «Завод углеродных и композиционных материалов» — производитель углеволокна, расположен в Челябинске. Компания образована в 2006 году путём выделения углеволоконных мощностей из состава Челябинского электродного завода.
- «Аргон» — производитель углеволоконных материалов (нить, лента, ткань). Расположен в Балаково.
- «Препрег-СКМ» — производитель технических текстильных структур и препрегов на основе углеродных, стеклянных и арамидных волокон. Расположен в Москве, создан в 2009 году.

### Научные исследования

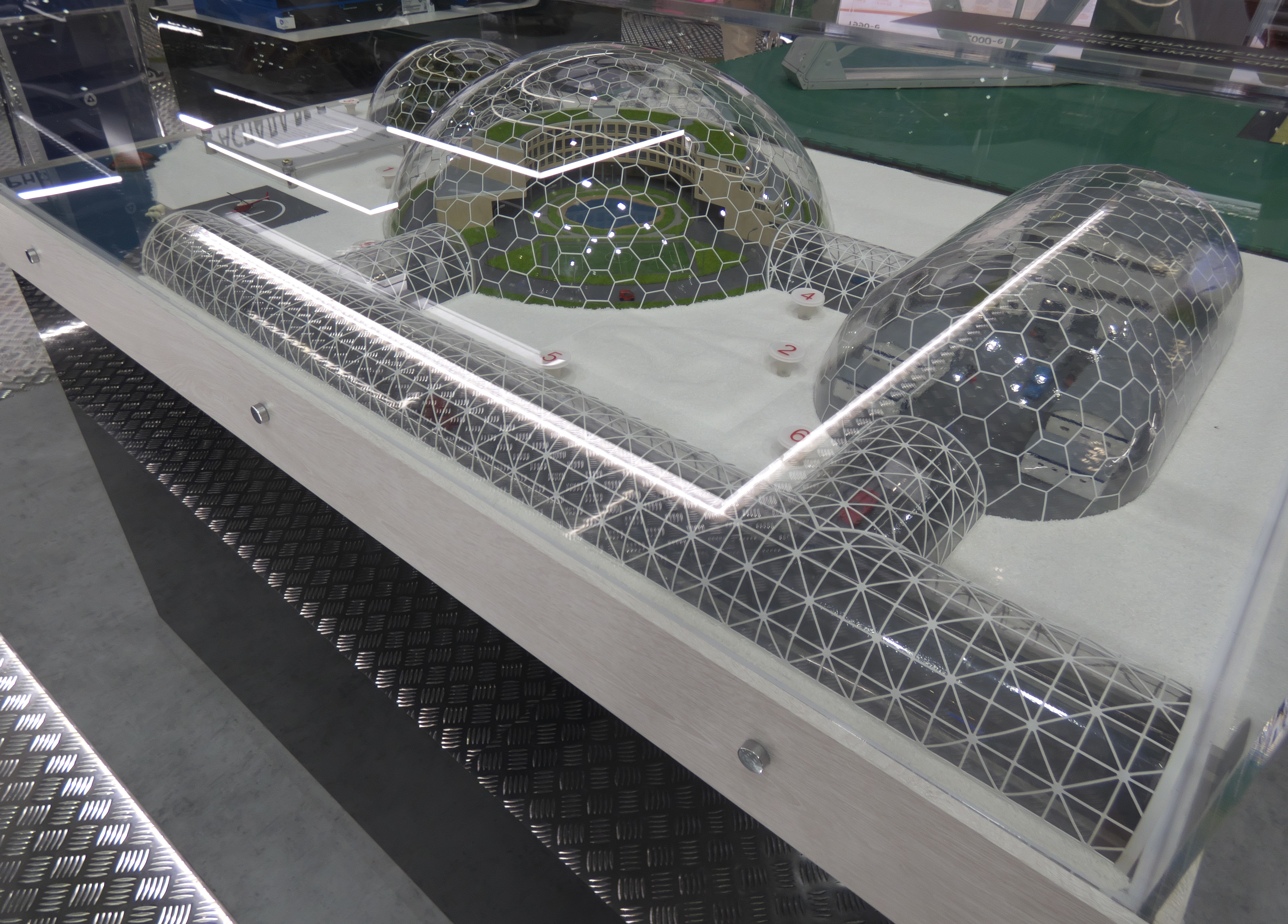
Арктический климатический комплекс, представленный Росатомом на выставке «Армия-2022».

Управляющая компания АО «Наука и инновации» формирует блок по управлению инновациями. Основными институтами «Росатома», проводящими фундаментальные и теоретические исследования, являются саровский ВНИИ экспериментальной физики и снежинский ВНИИ технической физики. В состав «Атомэнергопрома» также входят такие признанные научные центры как подольский ОКБ «Гидропресс», нижегородский ОКБМ имени Африкантова, московские АО «НИИграфит», ВНИИ химической технологии и ВНИИ неорганических материалов имени Бочвара, димитровградский НИИ атомных реакторов, обнинский Физико-энергетический институт имени Лейпунского и Троицкий институт инновационных и термоядерных исследований.

### Ядерная безопасность
Проблема безаварийного использования объектов атомной промышленности и других потенциально ядерно и радиационно опасных объектов «Росатома» решается в рамках дивизиона заключительной стадии жизненного цикла. Другим направлением деятельности предприятий дивизиона является решение проблем, связанных в основном с советским ядерным наследием — обращение с радиоактивными отходами (РАО) и отработавшим ядерным топливом (ОЯТ), а также вывод из эксплуатации объектов атомной оборонной и энергетической промышленности.
Переработка и хранение ОЯТ и РАО осуществляется на базе Горно-химического комбината, Федерального центра ядерной и радиационной безопасности, Радиевого института имени Хлопина и частично — «Атомфлота».
В 2008 году госкорпорации были подчинены специализированные российские компании по обращению с радиоактивными отходами, позднее объединённые в рамках федерального предприятия ФГУП «РосРАО», переименованного в апреле 2020 года во ФГУП «Федеральный экологический оператор».

### Производство электромобилей
В ноябре 2022 года глава компании Алексей Лихачёв заявил, что Росатом участвует в создании электромобиля «Атом» российского производства. В планы компании входит заняться источниками энергии, а на данный момент сотрудники компании занимаются крупноузловой сборкой.

## Показатели деятельности
«Росатом» является одним из мировых лидеров атомной отрасли, занимает второе место в мире по запасам урана и пятое по объёму добычи, четвёртое место в мире по производству атомной энергии, контролирует 40 % мирового рынка услуг по обогащению урана и 17 % рынка ядерного топлива. Согласно публичному годовому отчёту за 2013 год, выручка компании по МСФО составила 529,2 млрд рублей, что на 11,7 процентов превосходит показатель 2012 года (473,8 млрд рублей). Прибыль по EBITDA по итогам за 2013 год составила 155,2 млрд рублей (в 2012—140,8 млрд рублей). По данным финансового директора госкорпорации Николая Соломона, в 2014 году ожидается рост прибыли ещё 10 процентов — до 165,7 млрд рублей. Чистые активы «Росатома» оцениваются в 2013 году в 1,5 трлн рублей (+6,3 % по отношению к показателю 2012 года). Рост выручки обеспечивает и рост налоговых отчислений в бюджет, согласно отчёту компании, в период с 2011 по 2013 год налоговая нагрузка на предприятия госкорпорации возросла с 64,4 до 110,7 млрд рублей. Официальным аудитором госкорпорации «Росатом» является ООО «Нексиа Пачоли», входящая в десятку ведущих аудиторских компаний России.
По данным на середину 2015 года, госкорпорация остаётся мировым лидером по числу проектируемых энергоблоков АЭС. Согласно данным годового отчёта АО «Атомпроект», входящего в структуру «Росатом», в 2014 году предприятия Росатома проектировали 30 атомных энергоблоков, что составляет 41 процент от общего числа проектируемых блоков АЭС в мире.
К числу ключевых показателей относится и средняя заработная плата сотрудников отрасли, выросшая с 50-и тысяч рублей в 2012 до 55,3 тысяч рублей в 2013 году (в 2011 — 44,6 тысяч рублей). При этом численность персонала компании постепенно сокращается. Таким образом, учитывая рост выручки, устойчивую положительную динамику имеет рост производительности труда. Так, если в 2008 году она составляла 1,2 млн рублей на человека, то в 2012 году этот показатель равен 3,51 млн рублей на человека.
Выручка ГК «Росатом» в 2017 году составила 967,4 млрд рублей, а в 2018 год (открытая часть) — 1,064 трлн рублей, то есть за год выручка увеличилась примерно на 10 %.
По итогам 2018 года экспортная выручка «Росатома» составила 6,6 млрд долларов. К 2024 году предполагается, что она вырастет до 15 млрд долларов.
В 2019 году выручка компании составила уже 1 151,9 млрд рублей.
В 2022 году, по информации гендиректора «Росатома» Алексея Лихачева, рост выручки в «открытой» части составил 4,7 раза и достиг показателя в 1,7 трлн рублей. Рост атомного заказа в ближайшем десятилетии, как заявил глава компании, оценивается в 15 трлн рублей из них 6 — придется на производство высокотехнологичного оборудования предприятиями компании. Инвестиции «Росатома» по итогам года оценены его главой в сумму около 1,3 трлн рублей.
В июне 2023 года стало известно, что инвестпрограмма «Росатома» в 2023 году вырастет до 1,4 трлн рублей, а в 2024 увеличится до 1,8 трлн.. Позже глава "Росатома"Алексей Лихачев сообщил, что в 2023 году только открытая часть выручки превысит 2 трлн рублей.
По информации Лихачёва, по итогам 2023 года «Росатом» получил рекордную зарубежную выручку в размере 16 млрд долларов, общая же выручка корпорации составила около 2,5 трлн рублей.
В 2017 году рейтинговое агентство АКРА присвоило ГК «Росатом» рейтинговую оценку AAA(RU) со стабильным прогнозом, которая ежегодно подтверждается (2018—2024).
В 2023 году рейтинговое агентство «Эксперт РА» присвоило ГК «Росатом» рейтинговую оценку ruAAA со стабильным прогнозом, в 2023 году корпорации был также присвоен ESG-рейтинг на уровне ESG-II(b), в 2024 году рейтинг был отозван.

## Санкции
5 февраля 2023 года, на фоне вторжения России на Украину, «Росатом» и её подразделения включены в санкционный список Украины сроком на 50 лет, так как холдинг «принимает участие в захвате атомных станций Украины» и ведёт деятельность, «обеспечивающую высокую доходную часть бюджета Российской Федерации, которая несет ответственность за войну на Украине».
12 апреля 2023 года ЗАО «Русатом Оверсиз» и президент компании Евгений Пакерманов попали под санкции США за «продвижение на международный рынок линейки неэнергетических решений Росатома в области ядерных технологий».
Глава МАГАТЭ Рафаэль Гросси в феврале 2024 года заявил, что по общему мнению санкции против «Росатома», от поставок которого зависят многие западные компании, нереалистичны и непрактичны, поскольку это загонит атомную промышленность большого количества государств в тупик. По его словам, снижение зависимости от России в ядерной сфере обойдется Европе в миллиарды, и нет быстрого выхода из этой ситуации.

## Критика
В 2017 году The Financial Times критиковала Росатом за отсутствие прозрачности. В 2018 году за то же критиковала Росатом экологическая организация Bellona, в частности в связи с деятельностью Росатома в Судане.. Также российская группа «Экозащита!» критикует строительство российских АЭС в других странах, указывая, что эти АЭС строятся не для того, чтобы получать прибыль, а затем, чтобы ставить другие страны в зависимость от России, сколько бы это ни стоило.

## Судебные иски
22 августа 2022 года ГК «Росатом» сообщила о подаче шести исков на общую сумму в 3 млрд долларов из-за срыва контракта на строительство АЭС «Ханхикиви-1», стоимость которого оценивалась в 7-7,5 млрд евро. Это был совместный проект с финской компанией Fennovoima. Финская сторона расторгла контракт 21 мая, объяснив такое решение «значительными задержками» при строительстве, а также конфликтом на Украине.